# Georgina Parkinson
Georgina Parkinson (Brighton, 20 agosto 1938 – Manhattan, 18 dicembre 2009) è stata una ballerina e maitresse de ballet britannica.

## Biografia
Dopo gli studi alla Sadler's Wells Ballet School, Georgina Parkinson si unì al Royal Ballet nel 1957 e cinque anni più tardi Frederick Ashton la promosse al rango di prima ballerina. Nello stesso anno danzò come ospite al balletto di Stoccarda, ballando la parte di Cloe accanto al Dafni di Erik Bruhn nel Dafni e Cloe coreografato da John Cranko. Di ritorno a Londra, Parkinson strinse un proficuo sodalizio artistico con Kenneth MacMillan, che la volle come prima interprete di Symphony (1963) e Rosalia in Romeo e Giulietta accanto a Rudol'f Nureev e Margot Fonteyn (1965). Nel 1965 Bronislava Fominična Nižinskaja la volle come protagonista nell'allestimento di Les biches del Royal Ballet e l'anno successivo le ballerine collaborarono nuovamente in un revival di Les Noces.
Nel 1967 MacMillan la invitò ad unirsi alla tournée canadese di Anastasia per sostituire Lynn Seymour nel ruolo dell'eponima protagonista, ma Seymour si riprese prima del debutto di Parkinson nella parte. L'anno successivo fu la prima interprete del ruolo di Winifred Norbury in occasione della prima dell'Enigma Variations di Ashton. Nel 1969 fece il suo debutto al Balletto reale svedese quando MacMillan la volle nel ruolo di Giulietta nella prima nazionale del suo Romeo e Giulietta. Negli anni successivi MacMillan scrisse altri due ruoli per Parkinson, quello della zarina nella versione in tre atti di Anastasia (1971) e quello dell'amante del carceriere ne L'Histoire de Manon (1974).
Negli anni successivi Parkinson continuò a danzare frequentemente con il Royal Ballet, danzando nella prima londinese dell'Apollo di Balanchine, nella Cenerentola di Ashton e in The Concert di Jerome Robbins. Pur essendo nota soprattutto come interprete del repertorio del XX secolo, danzò anche ruoli del repertorio classico, quali Odette e Odille ne Il lago dei cigni, Rajmonda nel balletto omonimo e Myrtha in Giselle. Nel 1978 MacMillan scrisse un ultimo ruolo per lei, quello dell'imperatrice Elisabetta di Baviera in Mayerling.
Parkinson si avvicinò all'insegnamento nel 1977, quando MacMillan le chiese di insegnare le coreografie di Romeo e Giulietta a Michail Baryšnikov e Leslie Browne per il film Due vite, una svolta. L'anno successivo Nora Kaye le chiese di diventare maestra di ballo all'American Ballet Theatre e, dopo un anno di prova, nel 1980 fu nominata maitresse de ballet della compagnia. In questa veste, Parkinson ha lavorato prevalentemente come répétiteur e coach di primi ballerini e solisti. Durante i suoi anni con la compagnia statunitense continuò a danzare sporadicamente in ruoli da caratterista come la Regina ne La bella addormentata, Madam Larina nell'Onegin di Cranko e la matrigna in Fall River Legend. Dopo trent'anni con l'American Ballet Theatre, nel 2009 Parkinson fu licenziata a causa dei problemi economici della compagnia. Parkinson morì di cancro pochi mesi più tardi all'età di settantun anni e il suo ultimo lavoro fu quello di maestra di danza di Natalie Portman e Mila Kunis per il film Il cigno nero.
Georgina Parkinson fu sposata con il fotografo Roy Round, da cui ebbe il figlio Tobias, marito della ballerina Leanne Benjamin.